# جائزة ألمانيا الكبرى 1965
جائزة ألمانيا الكبرى 1965 هو سباق فورمولا 1 أقيم بتاريخ 1 أغسطس 1965 في حلبة نوربورغرينغ، ألمانيا الغربية. كان السابع من أصل 10 في بطولة العالم لسباقات الفورمولا واحد موسم 1965. حلّ البريطاني جيم كلارك أولا بينما جاء البريطاني غراهام هيل في المركز الثاني وحصل على المركز الثالث الأمريكي دان جورني.